# Essey (Côte-d’Or)
Essey település Franciaországban, Côte-d’Or megyében. Lakosainak száma 308 fő (2022. január 1.). Essey Thoisy-le-Désert, Le Fête, Châtellenot, Clomot és Meilly-sur-Rouvres községekkel határos.

## Népesség
A település népességének változása:
| Lakosok száma | 166  | 172  | 140  | 179  | 256  | 276  | 275  | 274  | 284  | 308  |
|               | 1968 | 1982 | 1999 | 2006 | 2012 | 2015 | 2017 | 2018 | 2020 | 2022 |